# Crassisporus
Crassisporus is een geslacht van schimmels behorend tot de familie Polyporaceae. De typesoort is Crassisporus macroporus.

## Soorten
Volgens index Fungorum  telt het geslacht vier soorten (peildatum maart 2023):
| Soortnaam                | Auteur(s)          | Publicatiejaar |
| ------------------------ | ------------------ | -------------- |
| Crassisporus imbricatus  | B.K. Cui & Xing Ji | 2019           |
| Crassisporus leucoporus  | B.K. Cui & Xing Ji | 2019           |
| Crassisporus macroporus  | B.K. Cui & Xing Ji | 2019           |
| Crassisporus microsporus | B.K. Cui & Xing Ji | 2019           |